# Théorème de Portemanteau
En mathématiques, le théorème de Portemanteau (ou encore théorème porte-manteau) est un théorème de probabilité qui fournit une liste de caractérisations de la convergence en loi d'une suite de variables aléatoires.

## Énoncé
Théorème de Portemanteau — Soient {\displaystyle (M,d)} un espace métrique. Soit {\displaystyle (X_{n})_{n\in \mathbb {N} }} une suite de variables aléatoires à valeur dans {\displaystyle M} (pas nécessairement définies dans le même espace probabilisé). Les cinq assertions suivantes sont équivalentes :
1. pour toute fonction {\displaystyle \varphi } bornée et continue sur E,{\displaystyle \lim _{n}\mathbb {E} \left[\varphi (X_{n})\right]\ =\ \mathbb {E} \left[\varphi (X)\right]} ;
2. pour toute fonction {\displaystyle \varphi } bornée et uniformément continue sur E,{\displaystyle \lim _{n}\mathbb {E} \left[\varphi (X_{n})\right]\ =\ \mathbb {E} \left[\varphi (X)\right]} ;
3. pour tout fermé F de E,{\displaystyle \limsup _{n}\mathbb {P} \left(X_{n}\in F\right)\ \leq \ \mathbb {P} \left(X\in F\right)} ;
4. pour tout ouvert O de E,{\displaystyle \liminf _{n}\mathbb {P} \left(X_{n}\in O\right)\ \geq \ \mathbb {P} \left(X\in O\right)} ;
5. pour tout borélien A de E tel que {\displaystyle \mathbb {P} \left(X\in \partial A\right)=0},{\displaystyle \lim _{n}\mathbb {P} \left(X_{n}\in A\right)\ =\ \mathbb {P} \left(X\in A\right)}.

Ici, {\displaystyle \partial A} désigne la frontière, ou le bord de A.
Lorsque ces conditions équivalentes sont remplies, on dit que la suite de variables aléatoires {\displaystyle (X_{n})_{n\in \mathbf {N} }} convergent en loi vers {\displaystyle X}. La première formulation est généralement utilisée comme définition de la convergence en loi.

## Conséquences

### Pour des variables réelles
D'un point de vue pratique, les propriétés 2 à 5 sont rarement utilisées pour démontrer la convergence en loi, mais la propriété 5 est certainement une conséquence importante de la convergence en loi. D'une part, la propriété 5 préfigure le théorème de l'application continue ; par ailleurs la propriété 5 possède un cas particulier d'usage fréquent, dans le cas où E est la droite réelle :
Proposition — Si  Xn  converge en loi vers X, alors, dès que la fonction de répartition F de X est continue en x,  on a :
où  Fn  désigne  la fonction de répartition de Xn .
La réciproque étant elle aussi vraie, l’implication dans cette proposition est donc en fait une équivalence. Cette caractérisation sert souvent, dans le cas des variables aléatoires réelles, de définition de la convergence en loi. En effet, d'un point de vue pédagogique, elle permet d'utiliser efficacement cette notion sans pour autant avoir eu à construire préalablement la théorie de la mesure.

### Pour des variables discrètes
Dans le cas de variables aléatoires à valeurs dans un ensemble dénombrable, muni de la topologie discrète, le théorème de Portemanteau donne un critère très simple de convergence en loi.
Proposition — Soient {\displaystyle (X_{n})_{n}} et {\displaystyle X} des variables aléatoires à valeurs dans un ensemble dénombrable {\displaystyle E}. alors {\displaystyle (X_{n})_{n}} converge en loi vers {\displaystyle X} si et seulement si :

## Démonstration du théorème de Portemanteau
Cette démonstration est adaptée de Billingsley 1999, p. 16-17.

## Généralisation
L’énoncé précédent du théorème de Portemanteau affirme que différents modes de convergence sont équivalents. Néanmoins, rien ne garantit a priori que les différentes topologies associées à ces modes de convergence soient identiques.
Le théorème peut donc être généralisé en une version topologique.
Proposition — Soit {\displaystyle (M,d)} un espace métrique et {\displaystyle {\mathcal {P}}(M)} l'ensemble des mesures de probabilité sur l'espace mesurable {\displaystyle (M,{\mathcal {B}}(M))}, où {\displaystyle {\mathcal {B}}(M)} désigne la tribu borélienne sur {\displaystyle M}.
Les quatre familles suivantes constituent des prébases d’une même topologie sur {\displaystyle {\mathcal {P}}(M)}:
1. La famille des boules {\displaystyle \left\{\mu \in P(M)~:\left|\int _{M}\varphi \mathrm {d} \mu -\int _{M}\varphi \mathrm {d} \mu _{0}\right|<\varepsilon \right\}} pour {\displaystyle \mu _{0}\in P(M)}, {\displaystyle \varphi :M\longrightarrow \mathbf {R} } continue et bornée et {\displaystyle \varepsilon >0}.
2. La famille des {\displaystyle \{\mu \in P(M)~:\mu (F)<\mu _{0}(F)+\varepsilon \}} pour {\displaystyle \mu _{0}\in P(M)}, {\displaystyle F} fermé et {\displaystyle \varepsilon >0}.
3. La famille des {\displaystyle \{\mu \in P(M)~:\mu (U)>\mu _{0}(U)-\varepsilon \}} pour {\displaystyle \mu _{0}\in P(M)}, {\displaystyle U} ouvert et {\displaystyle \varepsilon >0}.
4. La famille des {\displaystyle \{\mu \in P(M)~:|\mu (A)-\mu _{0}(A)|<\varepsilon \}} pour {\displaystyle \mu _{0}\in P(M)}, {\displaystyle A} borélien vérifiant de plus {\displaystyle \mu _{0}(\partial A)=0} et {\displaystyle \varepsilon >0}.

Il peut être par la suite démontré que la distance de Lévy-Prokhorov engendre la topologie de la convergence faible. Celle-ci étant métrisable, elle est de plus séquentielle et donc entièrement caractérisée par ses suites convergentes.

## Historique
D'après Billingsley ou Kallenberg, le théorème de Portemanteau est dû à Alexandrov. Dans la deuxième édition de Convergence of Probability Measures, Billingsley attribue le théorème à Jean-Pierre Portmanteau, de l'université de Felletin, dans un article de 4 pages que Jean-Pierre Portmanteau aurait publié en 1915 dans les Annales de l'Université de Felletin, sous le titre farfelu « Espoir pour l'ensemble vide ? ». Il s'agit d'un canular : il n'y a pas de mathématicien portant le nom de Jean-Pierre Portmanteau, et il n'y a jamais eu d'université à Felletin.